# Зураб Мепарішвілі
Мепарішвілі Зураб  (груз. ზურაბ მეფარიშვილი; нар. 25 серпня 1934, Батумі) — грузинський генерал, начальник Генерального Штабу Грузії (1996–1998)
Народився в Батумі. Призначений начальником Генерального штабу у червні 1996, знятий у травні 1998. 
Генерал — майор (1996), генерал — лейтенант (1997).